# 더☆도라에몽즈
더 도라에몽즈(ザ☆ドラえもんズ)는 여러명의 도라에몽들이 펼치는 모험담을 그린 만화이다.
작가는 다나카 도메이이며, 발행은 쇼가쿠칸이 하였다.

## 캐릭터
도라에몽과 도라미를 포함한 함께 로봇학교를 다녔던 8명이 주요 인물로 등장한다. 모든 캐릭터들은 고양이 로봇 공작센터 (마츠시바 로봇 공장) 출신이다.

#### 도라미
성우 변화 : 요코자와 케이코 - 현재 : 치아키
도라미(Dorami,ドラミ)는 도라에몽과 같은 오일로 만든 도라에몽의 여동생으로, 성격은 성실하고 착실한 성격이나, 너무 고지식한 면이 있다. 몸 색깔은 노란색, 귀는 빨간 리본에, 코는 분홍색, 4차원 주머니에는 체크무늬가 있으며, 꼬리는 꽃모양, 목걸이는 파란색이다. 또한 수염이 없으며, 속눈썹이 있고, 눈동자가 도라에몽보다 큰 것으로 보아, 오빠인 도라에몽과는 다른 점이 많다. 도라에몽의 보조역으로 만들어졌는데, 귀가 없어진 도라에몽을 달래기 위해 일반형의 귀를 리본형의 귀로 교환했다고 한다. 메론빵과 가사 일은 좋아하지만, 바퀴벌레를 싫어한다.

#### 도라 더 키드
성우 변화 : 요코야마 사토시사 - 난바 케이이치
도라 더 키드(Dora-the-Kid,ドラ・ザ・キッド)는 급한 성격이지만, 밝고, 인내심이 강하며, 몸 색깔은 옅은 노란색이다. 공기포를 이용한 사격에 능하나, 고소공포증을 겪는다. 활약지는 미국의 21세기 개척 혹성 '웨스턴'으로, 보안관의 조수로 일하고 있다. '타임 패트롤'이라는 '시간 경찰' 대원이기도 하며 도라미를 짝사랑한다. 그는 도라야키를 케첩과 겨자 소스(머스터드 소스)를 듬뿍 발라 먹는다. 꿈은 우주 파일럿이다.
미소의 이야기:나는 고소고포증이 있고,나의 꿈은 과학자(로봇 만드는 과학자,고양이처럼 생긴 좀 특이한 고양이 로봇),또있다.동물원 동물 사육사이다.

#### 왕도라
성우 변화 : 니시하라 쿠미코 - 하야시바라 메구미
왕도라(Wang Dora,王ドラ)는 성실하고 예의바른 성격이 특징이며, 몸 색깔은 주황색이다. 쿵푸의 대가이기도 하다. 활약지는 중국 청조말기의 시대이며, 쿵푸 수행을 위해 여러 시대를 날아다닌다고 한다.하는 일은 한방의의 조수이다. 여자 앞에서는 한마디 말도 못할 만큼 수줍음을 타지만, 그는 '미미코'라는 간호사 로봇인 여자친구가 있다. 그는 '4차원 소매'로 도구를 수납한다. 약점이 있다면, 짧은 다리가 약점인데(도라에몽즈 만화 중에서 그가 '스트리트 파이터'의 '춘 리'의 스피닝 버드 킥을 사용하는 장면이 있는데, 다리가 매우 짧았기 때문에 효과가 별로 없었다). 그는 도라야키를 간장,라유,식초에 발라 먹는다. 꿈은 동양과 서양의 의학을 아울러 배워, 사람들을 돕는 것이다.

#### 도라메드 3세
성우 : 사토 마사하루
도라메드 3세(Dora-med Ⅲ,ドラメッドⅢ世)는 활약지는 옛 아라비아이며, 몸 색깔은 분홍색이다. 알라딘의 시중을 들고 있다. 그의 4차원 도구는 그의 '4차원 램프'로 수납하거나, 주문을 외워 나타나게 한다. 자신을 램프의 정령이라 하고, 자신의 비밀도구를 마법이라 하며 활동하고 있다. 타로카드점과 마법을 잘하며, 화가 나면 몸을 거대화한다. 그는 도라야키를 노르스름하게 구워서 먹는다. 물을 무서워하나, 장래희망은 사막의 아이들을 위해 '워터랜드'를 만드는 것이다.

#### 도라니코프
성우 변화 : 스즈키 미에 - 사쿠라이 사토시치
도라니코프(Dora-nichov,ドラニコフ)는 활약지는 미소 냉전시대의 소련으로, 추위에 약하다고 한다. 과묵해 보이는게 특징이지만, 마음씨는 착한 성격으로, 몸 색깔은 갈색이다. 직업은 할리우드의 영화배우로, 영화 '슈퍼 울프 맨' 시리즈의 주연을 맡고 있다. 고양이형 로봇이지만, 늑대인간같이 보름달같이 둥근 것을 보면 늑대로 변해 불을 뿜는 것이 특징. 좋아하는 음식은 도라야키지만 둥근 모양이기 때문에 다른 사람들 앞에서는 먹지 않는다. 도구는 '4차원 머플러'에 보관하고 있다. 특기는 '코사크 춤'이다. "가오","와오" 등 늑대 울음소리 같은 말 밖에 할 수 없지만 멤버들에게는 통한다.여자친구도 있는데, 로봇학교 동급생인 여고생 로봇 '모모'이다.

#### 엘 마타도라
성우 변화 : 이쿠라 이치케이에 - 쿠이 쿄세이 - 나카오 류세이
엘 마타도라(El Matadora,エル・マタドーラ)는 활약지는 약 300년 전의 스페인으로, 다른 멤버들과는 달리 귀대신 뿔이 있다. 고기 요리집인 '카르민'의 접시닦이이며, '쾌걸도라'로 은밀하게 사람을 돕기도 한다. 성격은 열혈적이며, 몸 색깔은 빨간색이다. 여자를 좋아하며, 먹을것을 많이 밝힌다. 투우용 검으로 꼬치를 만든 도라야키를 좋아하며 '방패망토'를 이용한 투우기술이 특기이다. 하지만 낮잠을 자지않으면 힘이 나지 않기 때문에 시에스타를 지키며 자주 낮잠을 잔다. 또 뱀처럼 가늘고 홀쭉한 것과 여장남자를 싫어한다. 배에 붙어 있는 '4차원 주머니'로 도구를 수납한다고 한다.(그러나 빌린것이 많다고 한다.) 꿈은 우주 제일의 투우사가 되는 것이다.

#### 도라리뇨
성우 : 스즈키 미에
도라리뇨(Dora-rinho,ドラリーニョ)는 활약지는 브라질로, 몸 색깔은 연두색이다. 유치하고, 순진한 성격이긴 하나, 도라에몽즈 멤버 중 운동 능력이 가장 뛰어나서 달리기 속력은 음속을 넘길만 하고, 슛의 위력은 커다란 바위를 박살낼 정도라고 한다. 약점이 있다면 건망증이 심하다는 것이다.(게다가 꼭 알아야 하는 것만 잊는다고 한다.)도구는 도라에몽과 에르마타 도라처럼 '4차원의 주머니'로 수납하고, 하는일은 브라질 축구소년 '노비뇨'의 연습상대이다. 또한 도라 더 키드처럼 파트너가 있는데, 바로 11명의 '미니도라(ミニドラ)군단'이다. 꿈은 'D리그(도라리그)'의 인기선수가 되는 것이다.
도라리뇨의 성격은 태평하고 착한성격이다.

## 기타
이 캐릭터들은 도라에몽즈의 정규 멤버는 아니지만, 도라에몽즈 시리즈에 출연하는 캐릭터이다.

#### 제도라
성우 : 야마데라 코우이치
제도라(Jaidora,ジェドーラ)는 도라에몽즈와 확실히 친한 사이로, 활약지는 이탈리아이며, 몸 색깔은 와플색이다. 유일하게 안경을 쓰고 있으며, 언제나 혀를 내밀고, 곤란한듯한 눈을 하고 있지만, 성격은 친절하며, 과자 직공이라는 직업답게 생크림이 들어간 도라야키를 좋아하고, 과자 만들기에 열정이 많은데, 이 때문에 과자 만들기를 포함한 요리가 특기이다. 맵고 짠 음식을 싫어하며, 곤란한 일 때문에 어쩔수 없게 되면, 머리에서 연기를 내면서 "난처하다 난처해"라고 말하면서 빙빙 뛰어돌아다니는 버릇이 있는데, 이 버릇을 일명 '칙칙폭폭 댄스(シュッポ・シュッポ・ダンス[슛포 슛포 단스])'라고 한다. 꿈은 과자를 만드는 즐거움,모두 함께 협력하는 즐거움,즐겁게 과자를 먹어 줄 수 있는 즐거움을 전하는 것이다. 도라에몽과 도라미처럼 생일이 있는데(참고로, 도라에몽의 생일은 9월 3일, 도라미의 생일은 12월 2일이다.)제도라의 생일은 5월 17일이다.

#### 괴도 도라팡
성우 : 카미야 아키라
도라팡(Dorapin,ドラパン)은 활약지는 프랑스이며, 몸 색깔은 보라색이다. 성격은 신사적이고, 약자에게 친절하며, 불의를 간과못하는 성격이라고 한다. 천하의 대 괴도로 지명 수배중이지만, 약자에게 친절한 성격때문에, 의적의 모습을 보여주기도 한다. 카망베르 치즈를 넣은 도라야끼를 좋아한다. 쓰고 있는 모자는 유해한 전자파를 막아주는 기능이 있고, 걸치고 있는 망토로는 비행도 가능하다고 한다. 또한 지팡이처럼 보이는 '금속지팡이(キンキンステッキ[킨킨스텟키])'는 물질 변환 장치로, 도라에몽즈를 금덩이로 변하게 했던 도구이다. 특기는 변장이며, 수염으로 분신을 만들 수도 있다. 괴도라고는하지만 어두운 곳을 무서워하고, 개를 싫어한다. 영화 '더 도라에몽즈 괴도 도라팡의 수수께끼의 도전장'에선 도라에몽즈와 싸우지만, 도라메드 3세와 도라리뇨의 우정의 힘으로, 결국 도라에몽즈와 협력해서 아치모프를 물리치고, 도라팡의 친구인 미미미를 구하게 된다.

## 같이 보기
- 도라에몽
- 도라베이스
- 도라에몽 관련 매체 목록